# Glenea morosa
Glenea morosa é uma espécie de escaravelho da família Cerambycidae. Foi descrita por Francis Polkinghorne Pascoe em 1888, originalmente sobre o género Volumnia.